# Die fantastische Welt von Gumball
Die fantastische Welt von Gumball (englisch The Amazing World of Gumball) ist eine Zeichentrickserie, die im Rahmen einer britisch-amerikanischen Zusammenarbeit von Cartoon Network von 2007 bis 2019 produziert wurde. Dabei sind 240 Folgen in 6 Staffeln entstanden, die erstmals ab 2011 ausgestrahlt wurden. Eine siebte Staffel befindet sich jedoch derzeit in Produktion. Gumball hat im ersten Jahr seiner Ausstrahlung eine Reihe renommierter Fernseh-Preise gewonnen, unter anderem den Annecy International Animation Film Festival, den BAFTA Children’s Award, den Annie Award oder den Royal Television Society Award.

## Inhalt
Der zwölfjährige Gumball ist ein blauer Kater, der mit seiner Familie und Freunden in der Kleinstadt Elmore lebt. Sein Vater Richard ist ein fettes, rosa Kaninchen und verheiratet mit Nicole, einer blauen Katze. Während Richard das Haus und die Kinder hütet, sorgt Familienoberhaupt Nicole mit ihrer Arbeit in der Regenbogenfabrik für den Unterhalt. Wenn Gumball wieder mal nur Streiche und Chaos im Kopf hat, ist es seine clevere vierjährige Schwester Anais, ein pinkes Häschen, die meistens eine Katastrophe abwenden kann. Gumballs bester Freund ist Darwin, ein zehnjähriger Goldfisch, der ursprünglich als Haustier zur Familie kam. Seit ihm Beine gewachsen sind, geht er mit Gumball in die Schule und wird wie das dritte Kind der Familie behandelt.
Gumball ist ein unverbesserlicher Optimist. Er probiert alles aus, wenn es nur irgendwie verspricht die Welt zu verbessern, seinen Mitbürgern zu helfen und ihm selbst damit Ruhm und Ehre einzubringen.  Manche seiner Ideen lassen allerdings auch schon an seiner Intelligenz zweifeln. Zum Beispiel überlässt er in der Folge Der Geist seinen Körper der ewig hungrigen Carrie, die sich danach mit Hilfe von Gumballs Körper in selbstzerstörerische Fressorgien hineinsteigert. Das einzige, was Gumball aus seinen Fehlern zu lernen scheint, ist, wie man das nächste Mal noch größere Fehler macht.

## Figuren
- Gumball Watterson spielt die Hauptrolle in der Serie. Er ist der Sohn der Watterson-Familie und zwölf Jahre alt. Vom Aussehen her ähnelt er einem blauen Kater. Er ist ein ziemlich sozialer Typ, und hinter den meisten seiner idiotischen Einfälle verbirgt sich der Wunsch, anderen etwas Gutes zu tun (auch wenn das in den meisten Fällen völlig daneben geht). Wenn er manchmal wütend über irgendetwas oder irgendjemanden wird, ist das meist eher gespielt und immer nur von kurzer Dauer. Er ist heimlich in Penny verliebt, die keimende Erdnuss. Trotz seiner Wildheit versucht er aber im Allgemeinen ehrlich, höflich und warmherzig zu sein. Er respektiert seine Mutter, aber macht sich oft über seinen Vater lustig.
- Darwin Watterson ist zehn Jahre alt und war (in der Zeit vor der ersten Folge) einmal ein Goldfisch von Gumball. Eines Tages spülte Gumballs Vater ihn die Toilette herunter, weil er dachte, der Fisch wäre tot, obwohl dieser nur schlief. Die Liebe von Darwin zu Gumball war so groß, dass er auf dem Weg zurück zu seinem besten Freund eine Lunge und Beine bekam. Seitdem sind die beiden unzertrennliche Freunde und Darwin wurde als vollwertiges Familienmitglied von den Wattersons adoptiert. Aufgrund seines plötzlichen Wechsels von der Unterwasser-Welt in die Zivilisation erscheinen ihm viele Dinge noch ungewöhnlich und er begegnet ihnen mit einer unbekümmerten Naivität. Obwohl er von Gumballs Einfällen oft in Verlegenheit gebracht wird und sich dann hilflos versucht herauszureden, ist er seinem blauen Katzenfreund gegenüber sehr loyal und versucht oft durch verrückte Einfälle mit ihm mitzuhalten. Häufig hilft er Gumball aus verzwickten Situationen.
- Anais Watterson ist die vier Jahre alte Tochter, die wie der Vater ein rosa Kaninchen darstellt, wobei sie, im Gegensatz zu ihm, eine normale Figur und eine überdurchschnittlich hohe Intelligenz besitzt. Von den Lehrern oft als Genie herausgestellt, gilt sie bei ihrem Bruder Gumball und dessen Freund Darwin aber als der Prototyp eines Strebers ohne eigene Einfälle. Gumball findet es zwar überflüssig, dass sie ihm ständig Ratschläge erteilt, aber tief im Inneren liebt er sie trotzdem. Obwohl Anais ständig etwas an Gumball auszusetzen hat, genießt sie es ihn bei seinen Abenteuern zu begleiten (auch wenn es nur dazu dient, sich wichtig zu machen).
- Nicole Watterson ist die typisch überarbeitete Mutter zweier eigener Kinder (Gumball und Anais) und eines adoptierten Goldfisches. Blau und mit typischen Merkmalen einer Katze, ähnelt sie äußerlich ihrem Sohn Gumball. Ihr Verantwortungsbewusstsein für die ganze Familie zeigt sich nicht nur in ihrer aufopferungsvollen Hausarbeit, sondern auch darin, dass sie die ganze Gesellschaft bei Bedarf in ihrem Kleinwagen herumkutschiert. Dass sie überarbeitet ist, zeigt sich auch darin, dass sie absichtlich Gegenstände kaputt macht, um sich selbst zu beschäftigen. Sie kann ziemlich schnell aus der Haut fahren, beispielsweise wenn es Gumball und Darwin mit ihren Einfällen zu weit treiben, aber noch mehr, wenn sie ihren Ehemann Richard wieder beim Nichtstun vor dem Fernseher trifft, weshalb sie regelmäßig einen Anti-Aggressions-Kurs besucht.
- Richard Watterson ist ein ziemlich übergewichtiges, rosafarbenes Kaninchen, das die meiste Zeit dösend vor dem Fernseher verbringt. Er verspricht hin und wieder, sich endlich nach einer Arbeit umzusehen, tut das jedoch nie. Sein Verantwortungsbewusstsein reicht gerade so weit aus, um in ihm von seiner Frau übertragene Hausarbeiten einzuwilligen. Seine Rest-Intelligenz setzt er dann dafür ein, mit List allen wirklichen Anstrengungen aus dem Wege zu gehen. Er hat einen unstillbaren Appetit (besonders auf Würstchen und Süßigkeiten) und sabbert bei dem danach folgenden Verdauungsschlaf auf dem Familien-Sofa vor sich hin. Manchmal versucht er sich bei Gumball und Darwin einzuschmeicheln, indem er sich an deren Streichen beteiligt. Sein Lieblingskind in der Familie ist wegen dessen Naivität der adoptierte Darwin.
- Frankie Watterson ist eine dicke, graue Ratte. Er ist der Vater von Richard und somit der Großvater von Gumball, Darwin und Anais. Er verließ die Familie für mehrere Jahre, da er aufgrund von mehrfachen Betruges von der Polizei gesucht wurde. Nachdem sein Haus gepfändet wurde, nahm er wieder Kontakt zu seinem Sohn auf und lernte dadurch erstmals seine Enkelkinder kennen.
- Tobias Wilson ist ein regenbogenfarbiger Junge an der Elmore High. Tobias ist davon überzeugt, dass er von den Mädchen angehimmelt wird, aber diese finden ihn eher nervig.
- Alan Keane ist ein grüner Ballon an der Elmore High. Gumball mag ihn nicht besonders, obwohl oder weil Alan immer höflich und ruhig bleibt, egal, in welcher Verfassung er sich befindet. Er ist in einer Beziehung mit Carmen, einem weiblichen Kaktus.
- Leslie ist eine männliche Blume an der Elmore High. Er ist der Cousin von Penny.
- Sarah G. Lato ist ein Mädchen an der Elmore High. Ihr Aussehen ähnelt einer Eistüte. Sie mag Gumball und Darwin. Sie ist auch begeisterter Comic- und Manga-Fan. Sie zeichnet auch selbst Comics, in denen meistens Gumball und Darwin die Hauptrollen spielen. Obwohl ihre manische Besessenheit die beiden oft verunsichert, sind sie gerne mit ihr befreundet.
- Penny Fitzgerald ist eine Mitschülerin Gumballs und seine absolute Traumfrau, obwohl er anfangs nie den Mut aufbrachte, es ihr zu gestehen. Es war jedoch von Anfang an offensichtlich, dass sie ebenso für ihn empfindet. Zu Beginn der Serie war Penny eine Erdnuss mit einem Geweih, doch in der Folge „Die Schale“ bricht ihre äußere Hülle ab und sie ist nun ein feenartiges Wesen, das je nach Gemütszustand seine Gestalt wechseln kann. Penny hat eine Allergie gegen Heidelbeeren und ist ein Mitglied der Cheerleader-Mannschaft.
- Carrie Krueger: Carrie ist ein Geist und eine Klassenkameradin von Gumball und Darwin. Sie ist ein typischer Emo und meistens schlecht gelaunt. Dennoch ist sie sehr gut mit Gumball und Darwin befreundet. In der Episode „Die Kuppler“ kommt heraus, dass sie in Darwin verliebt ist, und sie werden ein Paar.
- Tina Rex ist ein gigantischer Tyrannosaurus Rex. Tina wohnt zusammen mit ihrem noch gewalttätigeren Vater auf einem Schrottplatz außerhalb der Stadt. Obwohl Tina weiblich ist, hat sie eine Stimme, die so tief und schallend klingt wie bei einem Drachen. Tina wird häufig wütend, weswegen sie hinter sich oft eine Spur der Verwüstung lässt, wobei sie ihre Wutausbrüche selbst nur als „Spaß“ bezeichnet. Mit ihrer unkontrollierten Gewalt verletzt sie oft genug die anderen Schüler. In der Folge „Die Party“ kommt heraus, dass Tina heimlich in Hector verknallt ist (das einzige Wesen, das so groß ist, dass man immer nur einen seiner Füße sieht).
- Hector Jötunheim ist ein gewaltiges, fellbesetztes Wesen, von dem aufgrund seiner Körpergröße meist nicht mehr als seine Füße vor der Kamera auftauchen. In einer Folge kommt heraus, dass er ein Riese ist. Es hält sich das Gerücht, dass sich Hector mangels anderer passender Partner versucht, an Tina heranzumachen, die er in der Folge „Die Party“ bereits zum Tanzen aufgefordert hat. In der Folge „Die Nacht“ ist aber auch ersichtlich, dass er auch für Sarah, eine sprechende Eiswaffel, schwärmt. Er ist ein guter Freund von Gumball und Darwin.
- Laurence „Larry“ Needlemeyer arbeitet in verschiedenen Geschäften, wie einer Tankstelle, einem Friseursalon oder einem Burgerladen. Er gerät häufig in Auseinandersetzungen mit den Wattersons. In der Deutschen Synchronfassung lautete sein Nachname anfangs noch Nadelmeyer.
- Direktor Nigel Brown ist der Direktor der Schule. Er ist in Miss Simian verliebt.
- Lucy Simian ist eine ältere Pavian-Dame, die Gumballs und Darwins Klassenlehrerin ist und offensichtlich unter einer sadistischen Persönlichkeitsstörung leidet. Sie hat großen Gefallen daran, den Schülern unlösbare Aufgaben zu geben und sie anschließend mies zu bewerten. Der Fakt, dass sie bereits den Tag in einer gereizten Stimmung beginnt und ihre Unfreundlichkeit im Laufe des Unterrichts noch weiter steigert, hat vermutlich damit zu tun, dass sie bereits seit geschätzt 300.000 Jahren als Lehrerin arbeitet. Sie hat eine unterwürfige Hingabe und Leidenschaft für den Schuldirektor Brown, und dieser erwidert ihre Gefühle mit einer Art höflicher Passivität. Miss Simian hasst Gumball aus ganzem Herzen und versucht alles nur Mögliche, seine Aktivitäten zu durchkreuzen.
- Gaylord und Margret Robinson sind die schlechtgelaunten Nachbarn der Wattersons. Sie hassen ihre Nachbarn, da beide im Rentenalter sind und in ihrer Freizeit, welche überwiegend aus Haus- und Gartenarbeiten besteht, durch die Wattersons nie die Ruhe finden. Zudem findet zwischen beiden praktisch ein durchgehender Ehestreit statt. Während der ersten Staffel wurde Gaylord Robinson in der deutschen Synchronisation noch Godfrey genannt, seit der zweiten Staffel heißt er ebenso wie in der Originalfassung Gaylord.
- Rockwell „Rocky“ Robinson ist der Sohn der Robinsons. Er arbeitet für die Schule als Busfahrer und Hausmeister. Er ist gut mit Gumball und Darwin befreundet.
- Bobert ist ein Roboter. Da er häufig Probleme hat, die Gefühle anderer zu erkennen und selbst welche zu entwickeln, bekommt er regelmäßig Unterstützung von Gumball und Darwin.
- Rob ist in der ersten Staffel ein Nebencharakter, welcher meist in der Schule zu sehen war. Im Verlauf der Serie gerät er jedoch in die sogenannte „Leere“ (Void), einen Ort, an dem vergessene oder als Fehler betrachtete Figuren und Elemente der Serie verschwinden. Nachdem Rob aus der Leere entkommt – dabei wird er stark entstellt und nimmt ein glitch-artiges, polygonales Aussehen an – entwickelt er eine tiefe Feindschaft gegenüber Gumball, da er ihm die Schuld an seinem Schicksal gibt. Durch diese Ereignisse wird Rob zu Gumballs Erzfeind und übernimmt zunehmend die Rolle des Hauptantagonisten der Serie.

## Produktion
Das englisch-amerikanische Original wurde vom Cartoon Network Development Studio Europe produziert, in Zusammenarbeit mit Cartoon Network Studios und Dandelion Studios. Produzent Ben Bocquelet hatte bei Cartoon Network zunächst nur die Aufgabe, die Ideen der verschiedenen Zeichner für ursprüngliche unterschiedliche Filmprojekte zu unterstützen. Als der Vorstand von CN allerdings im Jahr 2007 beschloss, jedem Zeichner freie Hand für die Umsetzung seiner Figuren zu geben und dabei eine Reihe von Figuren nicht weiter verfolgt wurde, entschloss sich Bocquelet, aus Entwürfen übrig gebliebene Figuren in einer eigenen Produktion zusammenzubringen. Er fand dafür die Unterstützung von Daniel Lennard, Vizepräsident der Serienentwicklung, und wurde Hauptautor und schließlich auch ausführender Produzent von Gumball. Die Musik komponierte Ben Locket. Für den Schnitt waren Tony Hull und Richard Overall verantwortlich und die künstlerische Leitung lag bei Ben Bocquelet und Antoine Perez.
Die Produktion begann ab 2007, worauf am 9. Mai 2008 eine knapp anderthalb Minuten lange Pilotepisode namens „Gumball“ veröffentlicht wurde. In jener Episode testen Gumball und Darwin ihre selbstgebaute Rube-Goldberg-Maschine aus, um aus der Schule auszubrechen, wobei diese dabei scheitern. Diese Pilotepisode unterscheidet sich im Charakterdesign stark von der ab 2011 ausgestrahlten Hauptserie.
Es wurden 24 halbstündige Folgen geschrieben, von denen aber bis Ende 2011 nur 18 abgedreht wurden. Bis Ende 2011 wurden 36 12-minütige Segmente für die erste Staffel produziert, von denen jeweils zwei als eine Folge mit je 25 Minuten gesendet wurden. Die Erstausstrahlung begann im Mai 2011 bei Cartoon Network. Es folgten weitere fünf Staffeln mit insgesamt 226 Folgen. Am 6. September 2016 schrieb Ben Bocquelet auf Twitter, dass die Serie mit der sechsten Staffel endet. Optional wurde vorgeschlagen, die Produktion ohne Ben Bocquelet fortzusetzen, diese Pläne wurden jedoch verworfen. Ferner gab es Ideen für einen möglichen Kinofilm. Dazu gab Regisseur Mic Graves 2018 an, dass er gemeinsam mit Bocquelet an einem Drehbuch für einen entsprechenden Film arbeite, es jedoch nicht gesichert wäre, ob der Film in Produktion geht. Am 31. Mai 2019 erschien die letzte Folge „The Inquisition“ auf Video-on-Demand. Jene Folge endet mit einem Cliffhanger; Ben Bocquelet gab dazu an, dass ein abschließender Kino- oder Fernsehfilm im direkten Bezug zum Cliffhanger möglich wäre. Im Dezember 2019 wurde schließlich ein Ableger namens Darwin's Yearbook ausgestrahlt, welcher jedoch losgelöst vom eigentlichen Handlungsverlauf der Hauptserie ist. Im Februar 2021 wurde seitens Cartoon Network bekannt gegeben, dass der Film in Produktion sei.
Die Folgen in deutscher Fassung wurden erstmals ab dem 1. Februar 2014 auf KiKA ausgestrahlt. Die deutsche Synchronfassung wurde vom Berliner Studio TV+Synchron Berlin produziert. Die Aufnahmeleitung lag bei Traudl Doering, für Buch und Regie war Karin Lehmann verantwortlich.

## Episoden
Obwohl die meisten der 11-minütigen Episoden einzeln ausgestrahlt wurden und auch als solche gelten, wurden die von Cartoon Network in Auftrag gegebenen Folgen ursprünglich dennoch paarweise als 22-minütige Einheiten produziert und überwiegend paarweise ausgestrahlt. Ab der vierten Staffel begann man jedoch die Episoden der Serie, sowie ihrer zwei Spin-Offs, einzeln im 11-Minuten-Format zu produzieren.
| Staffel | Staffel               | Episodenanzahl | Erstausstrahlung USA | Deutsche Erstausstrahlung |
| ------- | --------------------- | -------------- | -------------------- | ------------------------- |
|         | Pilotfolge            | Pilotfolge     | 9. Mai 2008          | -                         |
|         | 1                     | 36             | 3. Mai 2011          | 2011                      |
|         | 2                     | 40             | 7. August 2012       | 11. November 2012         |
|         | 3                     | 40             | 5. Juni 2014         | 8. September 2014         |
|         | 4                     | 40             | 7. Juli 2015         | 19. Oktober 2015          |
|         | 5                     | 40             | 1. September 2016    | 17. April 2017            |
|         | 6                     | 44             | 5. Januar 2018       | 13. September 2018        |
|         | Darwins Jahrbuch      | 6              | 14. Dezember 2019    | 11. Januar 2020           |
|         | Die Gumball Chroniken | 8              | 5. Oktober 2020      | 3. März 2021              |
|         | 7                     | 40             | 2025–2026            | TBA                       |

## Veröffentlichung
Die erste Folge wurde am 3. Mai 2011 als Sneak Preview in Großbritannien ausgestrahlt und dort anschließend ab 5. September 2011 regulär gesendet. Die Ausstrahlung aller Folgen in den USA begann bereits am 9. Mai 2011. Die Ausstrahlung der deutschen Synchronfassungen begann über den deutschen Kanal von Cartoon Network am 18. September 2011. Im Free-TV hat sich das ZDF die Rechte an der Serie gesichert und strahlte diese ab dem 1. September 2012 im KiKA und kurzzeitig auch auf ZDFtivi aus. Seit 2012 gibt es auch Fassungen auf Französisch, Schwedisch, Türkisch, Niederländisch u. v. a. Ab dem 5. September 2016 wurde die Serie werktags bei Nickelodeon ausgestrahlt, mittlerweile wird sie dort nur noch unregelmäßig, verhäuft an Sonntagen gezeigt. Ausgestrahlt wird in dem Fall nur die erste Staffel.

## Auszeichnungen
| Preis                                             | Kategorie                                    | Team                                               | Ergebnis |
| ------------------------------------------------- | -------------------------------------------- | -------------------------------------------------- | -------- |
| 2011 Annecy International Animation Film Festival | Best Television Production                   | Produktionsteam The Amazing World of Gumball       | Gewonnen |
| 2011 BAFTA Children’s Award                       | Animation 2011                               | Zeichner von The Amazing World of Gumball          | Gewonnen |
| 2011 BAFTA Children’s Award                       | Writer 2011 Awards                           | Drehbuchschreiber von The Amazing World of Gumball | Gewonnen |
| 39th Annie Awards                                 | Best Animated Television Production Children | Produktionsteam The Amazing World of Gumball       | Gewonnen |
| 39th Annie Awards                                 | Directing in a Television Production         | Mic Graves und Ben Bocquelet                       | Gewonnen |
| 39th Annie Awards                                 | Music in a Television Production             | Ben Locket                                         | Gewonnen |
| 39th Annie Awards                                 | Voice Acting in a Television Production      | Logan Grove                                        | Gewonnen |
| 2012 Kidscreen Awards                             | Best Animated Series (Kids category)         | Produktionsteam The Amazing World of Gumball       | Gewonnen |
| 2012 Kidscreen Awards                             | Best Animation (Creative talent category)    | Zeichner von The Amazing World of Gumball          | Gewonnen |
| 2012 Kidscreen Awards                             | Best Kids Program (Viewer's choice category) | Produktionsteam The Amazing World of Gumball       | Gewonnen |
| Broadcast Awards 2012                             | Best Children’s Programme                    | Produktionsteam The Amazing World of Gumball       | Gewonnen |
| 9th Annual Irish Film and Television Awards       | Children’s/Youth Programme                   | Produktionsteam The Amazing World of Gumball       | Gewonnen |
| 2012 British Animation Awards                     | Best Children’s Series                       | Produktionsteam The Amazing World of Gumball       | Gewonnen |
| 2012 British Animation Awards                     | Children’s Choice                            | Produktionsteam The Amazing World of Gumball       | Gewonnen |
| Royal Television Society Awards 2011              | Children’s Programme                         | Produktionsteam The Amazing World of Gumball       | Gewonnen |
| Cartoons on the Bay Pulcinella Awards 2012        | TV Series For Kids                           | Produktionsteam The Amazing World of Gumball       | Gewonnen |
| Emil 2012                                         | Beste Trickserie                             | Produktionsteam The Amazing World of Gumball       | Gewonnen |
| Prix Jeunesse 2012                                | 7-11 Fiction                                 | Produktionsteam The Amazing World of Gumball       | Gewonnen |

## Synchronisation
Die deutsche Synchronfassung entstand bei der TV+Synchron, Berlin. Karin Lehmann, Michael Herrmann und Yvonne Prieditis schrieben das Dialogbuch, während Karin Lehmann, Daniel Anderson, Christian Gaul und Renée Eigendorff Regie führten.
| Rolle                   | Englischer Sprecher | Deutscher Sprecher |
| ----------------------- | --- | --- |
| Gumball Watterson       | Nicky Jones (Pilot 2008) Logan Grove (Staffel 1 & 2) Jacob Hopkins (Staffel 3,4 & Staffel 5 bis zur Folge „The Console“) Nicholas Cantu (Ab Staffel 5 Folge „The Console“) | Leonhard Rosemann (Staffel 1-2) Noah-Levi Korth (Staffel 3) Vincent Borko (Staffel 4, Folge 1-30) Marcel Mann (Staffel 4, Folge 31-Staffel 6) |
| Darwin Watterson        | Jake Pratt (Pilot 2008) Kwesi Boakye (Staffel 1 & 2) Terrell Ransom jr. (Staffel 3,4 & Staffel 5 bis zur Folge „The Copycats“) Donielle T. Hansley Jr. (von Staffel 5 Folge „The Copycats“ bis Staffel 6 Folge „The Anybody“) Christian J. Simon (Ab Staffel 6 Folge „The Anybody“) | Hans-Christian Straka (Staffel 1-2) Liam Ahrens (Staffel 3 & Staffel 4 bis Folge 30) Christian Zeiger (ab Staffel 4 Folge 31)                 |
| Anais Watterson         | Kyla Rae Kowalewski | Sarah Kunze |
| Richard Watterson (Dad) | Dan Russell | Michael Iwannek |
| Nicole Watterson (Mom)  | Teresa Gallagher | Sabine Arnhold |
| Frankie Watterson       | Rich Fulcher | Tobias Lelle |
| Penny Fitzgerald        | Jessica McDonald | Anna Grisebach |
| Alan                    | Hugo Harold-Harrison | Marco Göllner |
| Felicity Parham         | Sandra Searles Dickinson, Teresa Gallagher (in der Folge „The Kids“) | Ilka Willner |
| Tobias                  | Rupert Degas (Staffel 1), Hugo Harold-Harrison (ab Staffel 2) | Christian Gaul |
| Banana Joe              | Mic Graves | Michael Pan |
| Direktor Brown          | Lewis MacLeod (Staffel 1), Steve Furst (ab Staffel 2) | Helmut Gauß |
| Godfrey Robinson        | Rupert Degas (Staffel 1), Stefan Ashton Frank (ab Staffel 2) | Jan Spitzer (Staffel 1-6) |
| Larry Needlemeyer       | Kerry Shale | Alexander Doering |
| Bobert                  | Kerry Shale | Joachim Kaps |
| Carrie Krueger          | Jessica McDonald | Kaya Möller |
| Ocho                    | Max Cazier | Wanja Gerick, Nico Sablik (Vereinzelte Episoden)                                                                                              |
| Rob/Dr. Qualvoll        | Hugo Harold-Harrison, Charles Philipp (in der Folge „The Kids“), David Warner (als Dr. Qualvoll) | Dirk Stollberg, Bernhard Völger (Vereinzelte Episoden), Klaus Lochthove (als Dr. Qualvoll)                                                    |
| Patrick Fitzgerald      | Dan Russell | Sebastian Christoph Jacob |
| Lucy Simian             | Sandra Dickinson | Michael Pan |